# Långträsket (Djurö socken, Uppland)
Långträsket är en sjö i Värmdö kommun i Uppland och ingår i Norrström-Tyresåns kustområde.